# Sous-unités du degré
 (mai 2022).
Si vous disposez d'ouvrages ou d'articles de référence ou si vous connaissez des sites web de qualité traitant du thème abordé ici, merci de compléter l'article en donnant les références utiles à sa vérifiabilité et en les liant à la section « Notes et références ».
Les sous-unités du degré sont des unités d'angle, c'est-à-dire des mesures d'angle, qui permettent davantage de précision que le degré.
Il y a cohabitation entre le système sexagésimal (en base 60, connu sous le nom DMS pour « degré-minute-seconde ») et le système décimal (en base dix, connu sous le nom DD pour « degré décimal ») pour la construction des sous-unités.
Ces unités ont été inventées par les Babyloniens.
Si dans la partie décimale d'un nombre, un bloc de chiffres est souligné, ce bloc est appelé période du développement décimal périodique : 1/3 est ainsi 0,3, usuellement écrit 0,333…

## Sous-unités sexagésimales courantes
Le degré, unité de mesure des angles, représente {\displaystyle {\frac {\pi }{180}}} radians, soit le trois-cent-soixantième d’un tour complet. Un degré est subdivisé en 60 minutes d’arc (de symbole « ′ », prime), elles-mêmes divisées en 60 secondes d’arc (de symbole « ″ », double prime), soit :
- 1′ (minute d'arc) = 1°/60 {\displaystyle \simeq } 0,016 7°
- 1″ (seconde d'arc) = 1°/3600 {\displaystyle \simeq } 0,000 278°

Une minute d'arc correspond approximativement à la taille apparente d'un ballon de basket-ball situé à 800 m. Pour la seconde d'arc, le même ballon est situé à 50 km.
C’est toujours en secondes d’arc par siècle que s'exprime l’anomalie orbitale de Mercure finalement expliquée par Einstein (43 secondes d’arc par siècle).
Ils se nomment également minute et seconde angulaire, arcminute et arcseconde (calque des termes anglais).
Le rapport entre minutes et secondes est identique dans le domaine temporel et dans le domaine angulaire. Par pure commodité, les minutes et secondes peuvent être définies « comme si » les degrés étaient des heures (il convient d’employer cette analogie avec précaution, puisqu’il existe d’autres unités d’angles utilisant le mot « heure »).
Toutes ces unités reposant sur le système sexagésimal, on peut expliquer que le tour complet ait été divisé en 360 et non en 60 car il existe également une autre sous-division du cercle entier en quatre parties égales de 90°, le quadrant, remarquable par sa forme et utilisé dans toutes les cultures et qui contient une fois et demie la base 60. Sans doute y a-t-il un rapport également et pour les mêmes raisons avec le fait que le calendrier babylonien comptait 360 jours.
Sauf mention contraire, les mots « minute » et « seconde » dans le domaine des angles font bien référence aux minutes et secondes d’arc. Il existe des unités homonymes, mais elles ne sont utilisées que dans des contextes particuliers (mesure de l’ascension droite, de la déclinaison).

## Système décimal
Aujourd’hui, ce système cohabite avec un système en partie décimal. Dans celui-ci, « 1° 6′ » peut se noter « 1,1° ».
Les coordonnées (latitude / longitude) d'un lieu sur Terre peuvent être exprimées soit sous la forme degrés, minutes, secondes (et si les coordonnées sont vraiment précises, les secondes peuvent être exprimées avec des chiffres après la virgule), soit sous forme de degrés décimaux avec plusieurs chiffres après la virgule.

## Unités pour les mesures très précises

### Système sexagésimal
Les Babyloniens étaient allés encore plus loin dans les mesures : la seconde d’arc est subdivisée en 60 tierces d’arc (symbole « ‴ », triple prime). La tierce d’arc est subdivisée en 60 quartes (symbole « ⁗ », quadruple prime), et ainsi de suite par conformité avec le système sexagésimal. Le symbole des subdivisions du degré est parfois un chiffre romain en exposant[réf. nécessaire] : une valeur de 12 quartes est notée 12⁗ ou 12IV, une valeur de 25 quintes est notée 25V et ainsi de suite, évitant de les confondre avec celles du temps (minute d'heure et seconde d'heure). Ces unités se trouvent dans certains calculs astronomiques anciens menés avec une grande précision.

### Unités contemporaines
Le degré et ses sous-unités ne sont pas dans le Système international d'unités (SI), mais leur usage est accepté avec lui. La seule unité d'angle SI est le radian. C'est l'unité à privilégier pour les calculs, mais on n'exprime en général pas le résultat final en radians, en dehors des valeurs fractionnaires de π. Et lorsqu'un résultat est exprimé en radians, on n'utilise en général pas les sous-multiples du radian (milliradian, microradian). Si un résultat très petit est exprimé en radians, la notation scientifique est utilisée.
De nos jours, pour les mesures les plus précises, les astronomes utilisent les préfixes des unités SI devant la seconde d’arc (ils sont au contraire interdits devant le degré ou la minute). Ainsi les mouvements très faibles par rapport à la seconde d’arc ne sont pas mesurés en quartes mais en millisecondes d’arc (ou milliarcseconde), voire micro-, nano- ou picoseconde d'arc (symbole as, mas, µas, nas et pas respectivement) dans le cas de certains instruments.

## Unités de distance dérivées

### Parsec
Le parsec, unité de longueur employée en astronomie, est défini en fonction de la seconde d’arc.
Il est défini comme étant la distance à laquelle une unité astronomique (au) sous-tend un angle d’une seconde d'arc. Si la parallaxe d’une étoile est mesurée en secondes d’arc, alors la distance entre cette étoile et le Soleil, exprimée en parsecs, est égale à l’inverse de cette valeur.

### Mille marin
Le mille marin représente la distance parcourue à la surface de la Terre quand on décrit un angle de 1 minute d’arc sur un grand cercle ; la valeur d’un mille marin international a été fixée à 1 852 m par convention, valeur représentant une moyenne en raison de la rotondité imparfaite de la Terre et d’une valeur retenue d’un tour de terre de près de 40 000 km. Les mesures actuelles du méridien terrestre ne correspondent plus à cette égalité simple, d’une part à cause du changement de définition du mille en référence au mètre, et d’autre part à cause de la définition plus précise aujourd'hui du mètre, de sorte que ni le mille ni le mètre ne sont aujourd’hui liés à la longueur moyenne du méridien terrestre, ni à un angle précis.
La fixation actuelle du mille marin international à 1 852 m par convention a pour conséquence qu'un méridien terrestre moyen mesure en fait environ 20 003,931 5 km, ce qui aujourd’hui l’éloigne légèrement de l’arc sous-tendu d’une minute d’arc de grand cercle.
De même, une seconde d’arc (exactement un soixantième de minute d’arc) correspond à environ 31 mètres (exactement 30,86 m) à la surface de la Terre, ou environ 100 pieds.
Cependant, dans des calculs géographiques simples, on continue parfois de considérer qu’un mille fait une minute d’arc et que la moitié de méridien terrestre fait environ 10 000 km. L’erreur de longueur obtenue dans les deux cas est voisine de 0,02 % seulement ce qui suffit à de nombreuses utilisations géographiques de mesures de distances sur une carte imprimée de taille raisonnable, d’autant plus que les cartes planes comportent aussi des aberrations loxodromiques (liées à la projection utilisée pour toute mesure non effectuée le long d’un grand cercle, qu’une carte plane ne peut représenter que le long d'un seul trait, généralement le méridien central de la carte). Mais cette approximation ne suffit plus pour la géolocalisation précise avec les instruments de mesure actuels et pour les cartes à la fois très étendues en surface et très détaillées : dans la pratique, la navigation et la géolocalisation utilisent aujourd’hui massivement les GPS et les instruments électroniques, de sorte qu'une telle approximation rapide est de moins en moins utile, et les cartes électroniques prennent de plus en plus le pas sur les cartes préimprimées afin de mieux s'adapter à toutes les orientations et aux diverses échelles.